# Antocha (Orimargula) transvaalia
Antocha (Orimargula) transvaalia is een tweevleugelige uit de familie steltmuggen (Limoniidae). De soort komt voor in het Afrotropisch gebied.